# René-Victor Pilhes

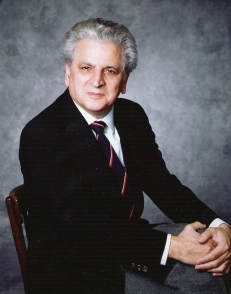
René-Victor Pilhes (1985)

René Victor Pilhes (* 1. Juli 1934 in Paris; † 6. Februar 2021 ebenda) war ein französischer Schriftsteller.

## Leben und Werk
René-Victor Pilhes machte Abitur und kämpfte von 1955 bis 1957 im Algerienkrieg. Dann begann er eine Karriere in der Werbebranche. Von 1965 bis 2016 veröffentlichte er in verschiedenen Verlagen 14 Romane. 1965 und 1974 wurden seine Romane preisgekrönt. Einer davon wurde ins Deutsche übersetzt.

## Werke (Auswahl)
- La rhubarbe. Seuil, Paris 1965. (Prix Médicis)
- Le Loum. Seuil, Paris 1969.
- L’Imprécateur. Seuil, Paris 1974. (Prix Femina)
  - (deutsch) Panik in der Rue Oberkampf. Rowohlt, Reinbek 1976. (übersetzt von Hermann Stiehl)
- La Bête. Seuil, Paris 1976.
- La Pompéi. La mort inouïe de la comtesse. Un épisode convulsif et ténébreux de l’histoire du monde vers la fin du XXe siècle. Albin Michel, Paris 1985.
- Les Démons de la cour de Rohan. Albin Michel, Paris 1987.
- L’Hitlérien. Albin Michel, Paris 1988.
- La Médiatrice. Albin Michel, Paris 1989.
- La Position de Philidor. Mercure de France, Paris 1992.
- La Faux. Albin Michel, Paris 1993.
- Le Fakir. Flammarion, Paris 1995.
- Le Christi. Plon, Paris 1997.
- La Jusquiame. Plon, Paris 1999.
- La Nuit de Zelemta. Albin Michel, Paris 2016.